# Stefan Mackiewicz
Stefan Henryk Mackiewicz (ur. 15 listopada 1928 w Zawierciu, zm. 23 września 2017 w Poznaniu) – polski lekarz, reumatolog, immunolog, prof. dr hab. n. med.; długoletni kierownik Kliniki Reumatologii Akademii Medycznej w Poznaniu.

## Życiorys
Był absolwentem Akademii Medycznej im. Karola Marcinkowskiego w Poznaniu (1952), a po studiach rozpoczął pracę w III Klinice Chorób Wewnętrznych.
W 1969–1983 pełnił funkcję kierownika Zakładu Immunologii Klinicznej, a od 1983 roku Kliniki Reumatologii i Zakładu Immunologii Klinicznej Instytutu Chorób Wewnętrznych Uniwersytetu Medycznego w Poznaniu.
Następnie był kierownikiem Oddziału Reumatologicznego w Szpitalu im. Józefa Strusia w Poznaniu do 2008. Potem został konsultantem reumatologii w tym szpitalu i w Szpitalu Klinicznym im. H. Święcickiego w Poznaniu.
Kariera naukowa Stefana Mackiewicza: doktorat w 1959, habilitacja w 1963, prof. nadzwyczajny w 1972 i prof. zwyczajny 1979.
Przewodniczył Radzie Naukowej Instytutu Reumatologii w Warszawie (1972–1985), pełnił stanowisko krajowego konsultanta reumatologii (1976–1984).
Jest autorem pięciu podręczników dla lekarzy i studentów medycyny oraz ponad 300 artykułów naukowych.
Był red. naczelnym czasopism naukowych: Annals of Immunology i Immunologii Polskiej.
Był członkiem licznych towarzystw naukowych, m.in.: Polskiego Towarzystwa Immunologicznego, Światowej Unii Towarzystw Immunologicznych, Europejskiej Federacji Towarzystw Immunologicznych.
W 2011 został członkiem honorowym Polskiego Towarzystwa Reumatologicznego.
Pochowany na Cmentarzu Miłostowo.

## Publikacje
- Molekularne podstawy odporności, Warszawa : Wiedza Powszechna, 1971
- Globuliny odpornościowe : Immunoglobuliny, Warszawa : Państwowy Zakład Wydawnictw Lekarskich, 1971
- Zarys immunologii, z Ewą Celińską-Szpytko, Warszawa : Państwowy Zakład Wydawnictw Lekarskich, 1979
- Immunologia w zarysie : podręcznik dla studentów AM, Warszawa : Państwowy Zakład Wydawnictw Lekarskich, 1983
- Immunologia red. Stefan Mackiewicz, Warszawa : Państwowy Zakład Wydawnictw Lekarskich, 1986
- Podstawy immunologiczne chorób wewnętrznych, 1981
- Reumatologia, red. Stefan Mackiewicz i Irena Zimmermann-Górska, Warszawa : Wydawnictwo Lekarskie PZWL, 1995

## Nagrody i wyróżnienia
- Krzyż Kawalerski Orderu Odrodzenia Polski
- Krzyż Oficerski Orderu Odrodzenia Polski
- Złoty Krzyż Zasługi
- Medal 30-lecia Polski Ludowej
- Odznaka honorowa „Za wzorową pracę w służbie zdrowia”